# アム・ソン
アム・ソン（Ame Son）は、フランスのプログレッシブ・ロック・バンド。1967年から1973年まで活動した。

## 略歴
それはすべて、デヴィッド・アレンがソフト・マシーンを脱退した1967年に始まった。その後、フランスに滞在したアレンは、マルク・ブラン（歌手でドラマー）とパトリック・フォンテーヌ（ベーシスト）と出会い、バナナムーンというグループを結成。彼らは1968年夏にスペインで、また1969年初めに南フランスで演奏を行っている。間もなくしてアレンはゴングを結成するために脱退することとなる。
1969年6月、マルク・ブランとパトリック・フォンテーヌは、フランソワ・ガレール（フルート奏者）とベルナール・ラヴィアーレ（ギタリスト）を加え、アム・ソンを結成した。彼らは、フランスの6グループとソフト・マシーンが演奏を行ったバタクランでのエイドリアン・ナタフ主催による最初のコンサートで、ナタフと出会う。ナタフは彼らのマネージャーを務めることとなった。アルバム『Catalyze』は1970年にBYGレコードからリリースされた。アム・ソンは、アムージー、レアール、ル・ブルジェなど当時の主要なフェスティバルで演奏し、一般の聴衆からも批評家からも成功を収めた。
アラン・パカディス（ジャーナリスト）が説明しているように、彼らはロックンロールではなく、ポストパンクのホットスポットとなった。グループは1971年6月に離散したが、1973年に再編されている。アルバム『Primitive Expression』は1976年にリリースされた。本作には、1971年の録音と1975年の録音が含まれていた。このアルバムは、1998年に再発された。
アム・ソンの元メンバーは今でも時々一緒に演奏を行っている。1995年に一時的な再結成を行い、ギタリストのジャン＝フランソワ・ポーヴロスとのコンサートを数回行った。

## 音楽スタイル
サイケデリック・ロックとプログレッシブ・ロックが形成されつつある極めて重要な時期に結成されたアム・ソンは、サイケデリアとアヴァンギャルド・ジャズの要素を混合する実験を行ってきた。そうして主に即興演奏（フルートとギター）に基づき、初期のゴングの影響を強く受けた新しいユニークなロックをつくり出した。これは、ロックとフリー・ジャズの境界を探求することに関心のある他の多くのグループにとってのベンチマークとして機能した。アム・ソンは、当時のフランスのプログレッシブ・シーンにおける好例となっている。アム・ソンは、ナース・ウィズ・ウーンド・リストにも掲載された。

## ディスコグラフィ

### スタジオ・アルバム
- Catalyse (1971年)
- Primitive Expression (1976年)